# Weston Lullingfields
Weston Lullingfields – wieś w Anglii, w hrabstwie Shropshire. Leży 14 km na północny zachód od miasta Shrewsbury i 236 km na północny zachód od Londynu.